# Quonsetbaracke

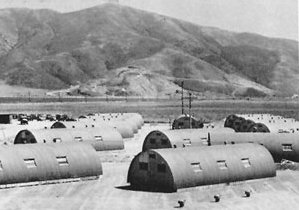
Quonsetbaracken vor dem Laguna Peak, Point Mugu, Kalifornien, 1946

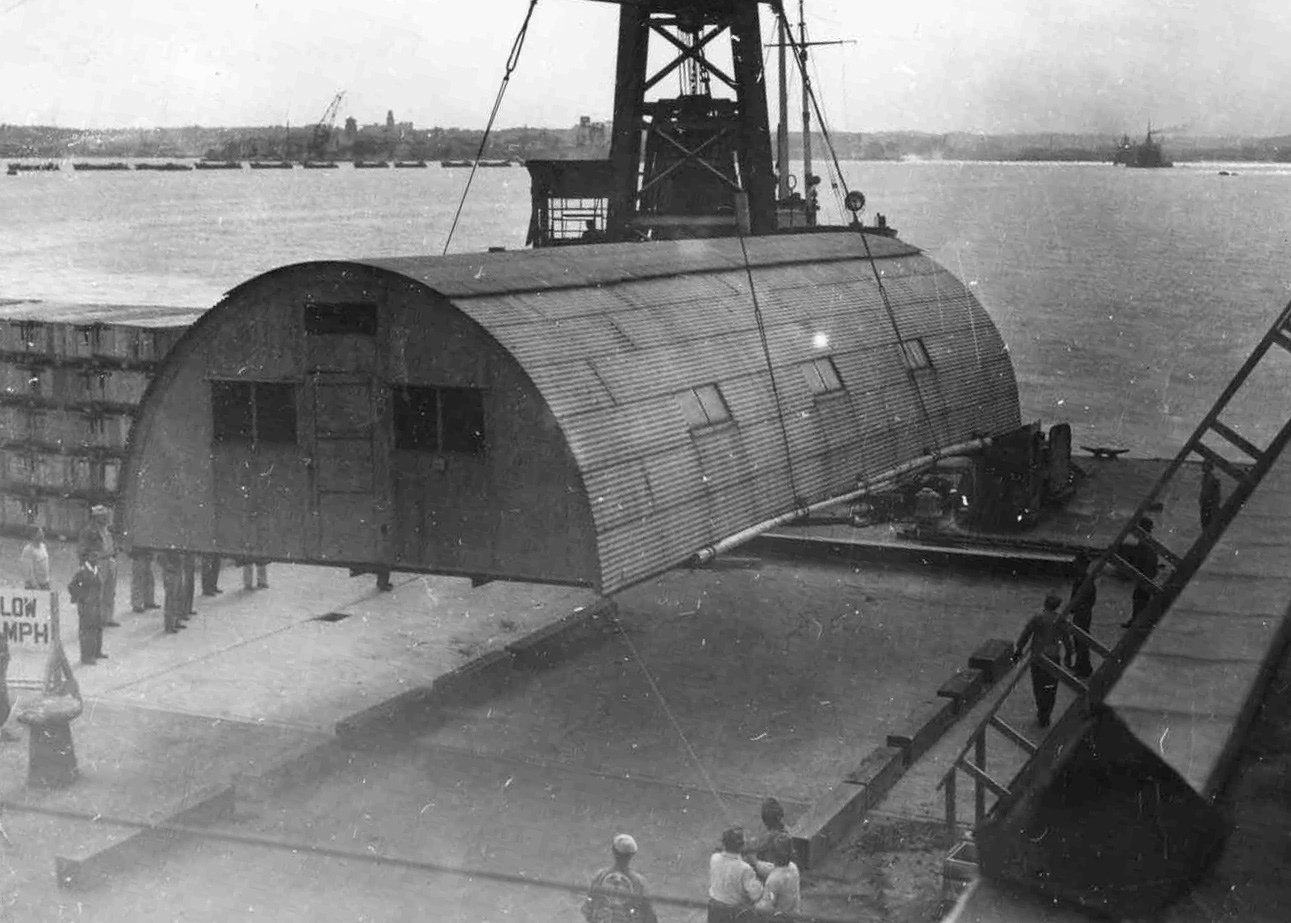
Eine Quonsetbaracke bei der Installation in der 598th Engineer Base Depot in Japan, nach dem Zweiten Weltkrieg

Eine Quonsetbaracke (von algonkinisch quonset /ˈkwɒnsɪt/) ist eine in Leichtbauweise vorgefertigte Struktur aus Wellblech mit einem halbkreisförmigen Querschnitt. Das Design wurde in den Vereinigten Staaten nach dem Vorbild der britischen Nissenhütten aus dem Ersten Weltkrieg entwickelt. Während des Zweiten Weltkriegs wurden Hunderttausende davon produziert. Der Name stammt von dem Ort, an dem sie zuerst hergestellt wurden: Quonset Point im Davisville Naval Construction Battalion Center in Davisville (Rhode Island).

## Design und Geschichte
Quonsetbaracken wurden von vielen unabhängigen Auftragsherstellern in vielen Ländern rund um den gesamten Globus produziert. Die ersten wurden 1941 erbaut, als die United States Navy ein allzwecktaugliches Leichtbaugebäude brauchte, dass überall hin verschifft und von ungelernten Arbeitern zusammengesetzt werden konnte. Die Konstruktionsfirma von George A. Fuller fertigte den Entwurf; die erste Baracke wurde nur 60 Tage nach der Unterzeichnung des Vertrags hergestellt.
Der originale Entwurf war eine Struktur mit einer Grundfläche von 17 × 36 Fuß (4,88 × 10,97 m) mit Stahlteilen mit einem Radius von 8 Fuß (2,44 m). Das häufigste Design hatte eine Standardgröße von 20 × 48 Fuß (6,1 × 14,63 m) mit einem Radius von 16 Fuß (4,88 m), was zu einer Bodenfläche von 960 Quadratfuß (89,19 m²) nutzbarer Fläche mit optionalen 4 Fuß (1,22 m) Überständen an beiden Barackenenden für den Wetterschutz der Eingänge führt. Es wurden auch andere Größen entwickelt, zum Beispiel Lagerhaus-Modelle mit 20 × 40 Fuß (6,1 × 12,19 m) und 40 Fuß × 100 Fuß (12,19 × 30,48 m).
Die Seiten bestanden aus Wellblech. Die beiden Enden wurden mit Furniersperrholz verkleidet, in das Türen und Fenster eingelassen wurden. Das Innere wurde isoliert und mit Holzspanwerkstoff ausgekleidet. Der Fußboden bestand aus Holz. Das Gebäude konnte auf Beton, Tiefgründung oder mit dem Holzfußboden direkt auf dem Erdboden aufgestellt werden. Der Originalentwurf verwendete niedriglegierten Stahl, der später durch Stahl mit besserer Rostbeständigkeit ersetzt wurde. Das flexible Innere war offen, so dass es als Mannschaftsunterkunft, Toilette, Arzt- und Zahnarztpraxis, Sonderisolierstation, Dienstgebäude oder Bäckerei genutzt werden konnte.

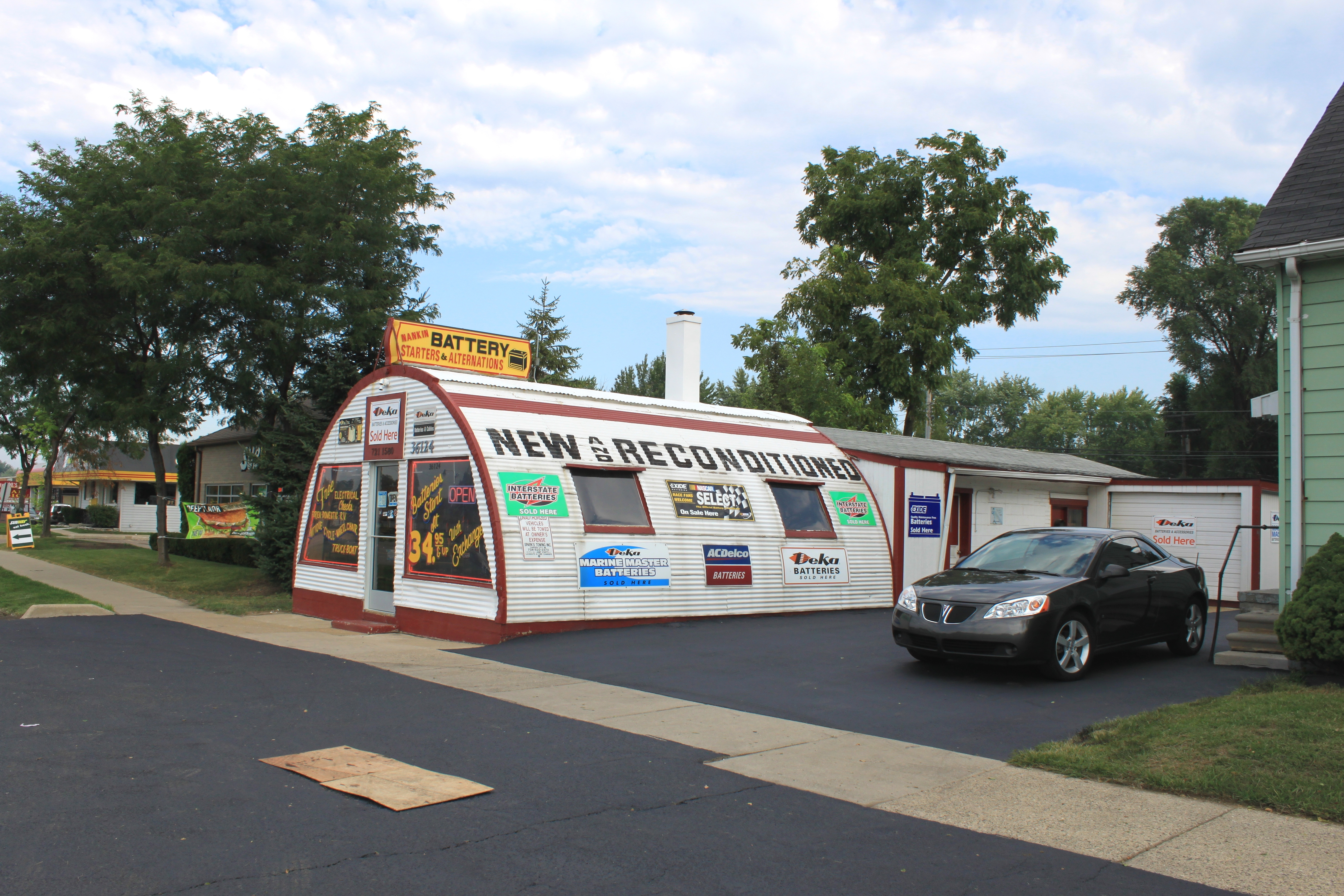
Für eine kommerzielle Nutzung angepasste Quonsetbaracke in Westland, Michigan

Während des Zweiten Weltkriegs wurden zwischen 150.000 und 170.000 Quonsetbaracken hergestellt. Das Militär verkaufte seine Überbestände nach dem Krieg an private Interessenten. Viele verblieben in den gesamten Vereinigten Staaten als Nebengebäude, Geschäftsgebäude oder sogar Wohngebäude. Es gibt viele in Militärmuseen und anderen Erinnerungsorten für den Zweiten Weltkrieg. Viele wurden in den gesamten Vereinigten Staaten als provisorische Nachkriegswohnstätten genutzt, wie zum Beispiel im Rodger Young Village in Los Angeles, Kalifornien. Einige werden immer noch in Militärbasen der Vereinigten Staaten verwendet.